# Хант, Ламар
Ламар Хант (англ. Lamar Hunt; 2 августа 1932, Эль-Дорадо, Арканзас — 13 декабря 2006, Даллас, Техас) — американский предприниматель, в основном известный как антрепренёр в области спорта и развлечений. Сын нефтяного магната Гарольда Лафайетта Ханта. Один из основателей Американской футбольной лиги и Североамериканской футбольной лиги, организатор первого Супербоула, создатель и владелец клуба «Даллас Тексанс» (в дальнейшем выступавшего в НФЛ как «Канзас-Сити Чифс»), владелец футбольных клубов «Даллас Торнадо» (Североамериканская футбольная лига), «Коламбус Крю», «Канзас-Сити Уизардс» и «Даллас Бёрн» (MLS), один из основателей клуба НБА «Чикаго Буллз», основатель и руководитель профессионального теннисного тура World Championship Tennis. Создатель парков развлечений Worlds of Fun и Oceans of Fun в Канзас-Сити. Член Зала славы профессионального футбола, Международного зала теннисной славы и Национального зала футбольной славы США, а также ряда залов славы Техаса и Миссури.

## Биография
Ламар Хант был одним из сыновей американского нефтяного магната Гарольда Лафайетта Ханта. Его интерес к спорту как к части индустрии развлечений начался уже в раннем детстве, и в дальнейшем большая часть его карьеры как предпринимателя была построена вокруг продвижения этой идеи. В последний год учёбы в частной школе в Пенсильвании Хант был капитаном школьной сборной по американскому футболу. В дальнейшем, обучаясь на геолога в Южном методистском университете в Далласе, он играл в сборной этого вуза на позиции третьего тайт-энда, но в дальнейшем избрал карьеру предпринимателя, а не профессионального спортсмена.

### АФЛ, НФЛ и Супербоул
К 26 годам Ламар Хант предпринял одну за другой несколько попыток приобрести для своего родного Далласа команду Национальной футбольной лиги. Однако все эти попытки были встречены отказом со стороны руководства НФЛ, не желавшего расширения лиги, которая к концу 1950-х годов состояла из 12 команд. Поняв, что договориться с администрацией НФЛ не удастся, Хант обратился к ряду других предпринимателей (первым из которых был испытывавший схожие проблемы Бад Адамс из Хьюстона) с предложением о создании новой лиги американского футбола, которая бы могла конкурировать с НФЛ. Уже в августе 1959 года, через семь месяцев после начала переговоров, было объявлено о формировании Американской футбольной лиги, и в 1960 году стартовал её первый сезон, в котором участвовали восемь новых клубов. Одной из команд новой лиги стал принадлежавший Ханту клуб «Даллас Тексанс».
Поначалу будущее новой лиги казалось сомнительным, и она была мишенью для постоянных шуток (в частности, её основатели были известны как «клуб глупцов»), однако уже вскоре между НФЛ и АФЛ развернулась полномасштабная конкурентная борьба за публику. Частью этой борьбы стало расширение НФЛ, в рамках которого в Далласе появился клуб этой лиги «Даллас Ковбойз». Таким образом, в Далласе одновременно выступали два футбольных клуба двух конкурирующих лиг, и в итоге в 1963 году Хант перевёл свою команду в Канзас-Сити (Миссури). С этого момента она получила название «Канзас-Сити Чифс». Клуб Ханта дважды — в 1962 году как «Даллас Тексанс» и в 1966 году как «Чифс» — становился чемпионом АФЛ.
Когда борьба между лигами достигла апогея к 1966 году, Хант стал одним из участников переговоров об их объединении, которое началось в том же году с объявления о проведении символического «Матча на звание чемпионов мира». По предложению Ханта эта игра получила название «Супербоул», чтобы подчеркнуть её главенствующее положение среди подобных встреч университетских футбольных команд, известных как Коттон-Боул, Шугар-Боул и Роуз-Боул. Когда стало ясно, что это мероприятие станет регулярным, именно Хант предложил нумеровать его сезоны римскими цифрами для придания большей солидности — по выражению одного из спортивных журналистов, «как у пап и мировых войн». «Канзас-Сити Чифс» в ранге чемпионов АФЛ 1966 года приняли участие в первом Супербоуле, который прошёл в 1967 году. В этой игре клуб Ханта уступил «Грин-Бей Пэкерс» Винса Ломбарди со счётом 35-10. Три года спустя, выиграв последний самостоятельный чемпионат АФЛ в 1969 году, «Чифс» получили право на участие в IV Супербоуле и в 1970 году выиграли этот трофей, победив со счётом 23-7 чемпионов НФЛ «Миннесота Вайкингс».

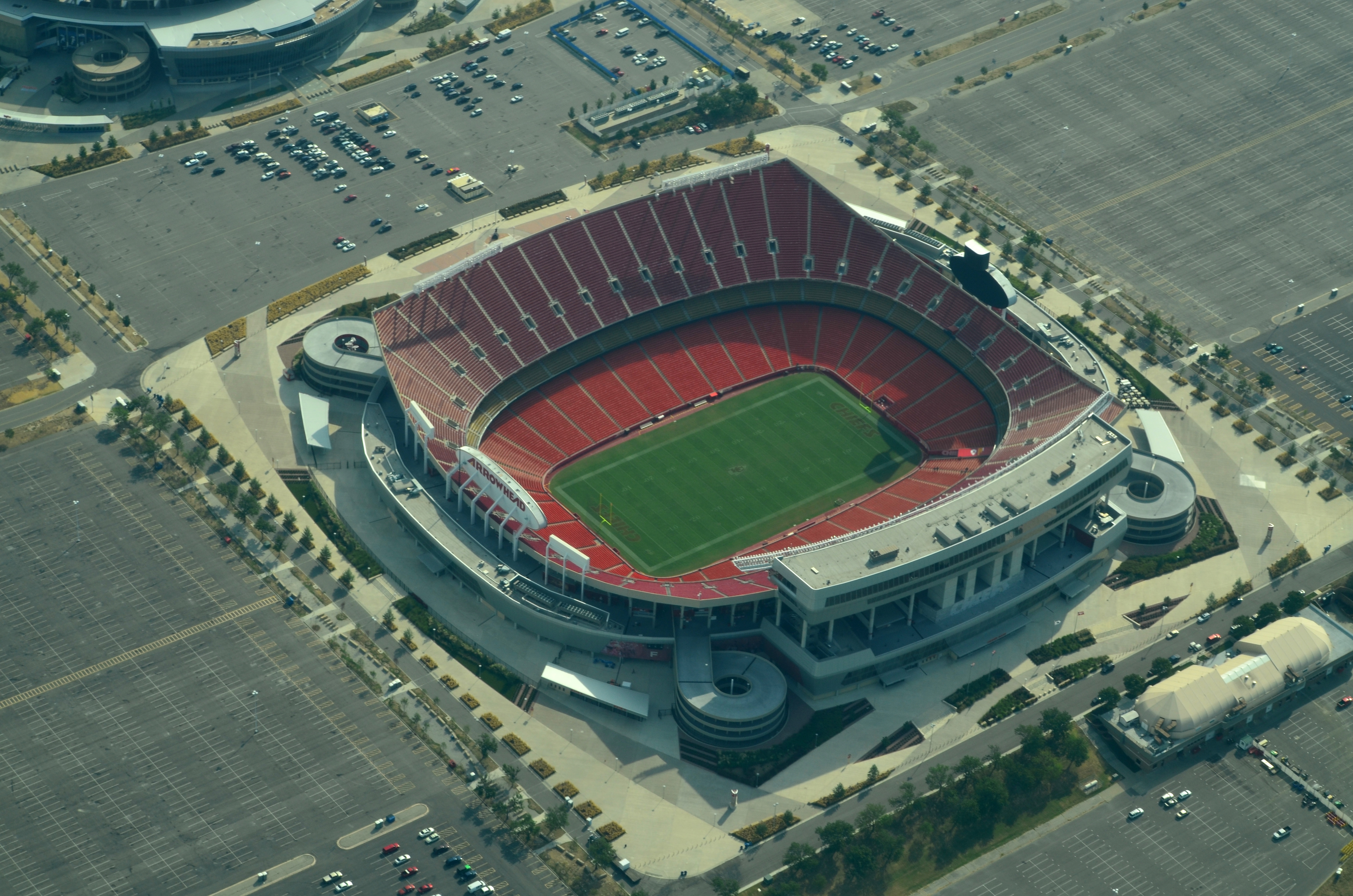
Стадион «Эрроухед», вид сверху

В состав объединённой НФЛ на равных правах вошли все восемь клубов, участвовавших в первом сезоне АФЛ в 1960 году — первый случай в истории американского спорта с 1901 года, когда более поздняя по времени создания профессиональная лига не распалась и не была частично поглощена более ранней. В дальнейшем Хант сыграл ключевую роль в модификации некоторых правил НФЛ. В частности, после его многолетних усилий НФЛ в 1994 году приняла давно применявшееся в студенческом спорте и в независимой АФЛ правило о двухочковой дополнительной атаке. В 2006 году НФЛ провела первую в истории дополнительную игру на День благодарения, за которую также боролся Хант. В качестве символического жеста эта игра прошла на стадионе «Эрроухед» — специализированном стадионе для американского футбола, построенном Хантом в начале 1970-х годов в Канзас-Сити.
Деятельность Ханта в рамках АФЛ, а позднее НФЛ часто также характеризуется как направленная на достижение социальной справедливости и предоставление равных возможностей цветным спортсменам. До 1959 года количество чернокожих игроков в НФЛ было минимальным, вплоть до того, что в отдельных матчах можно было не увидеть на поле ни одного цветного игрока. В частности, было широко распространено мнение, что негры не могут играть на позиции центрального лайнбекера (известной также как «квотербек в защите»). С основанием АФЛ ситуация изменилась: Хант лично занялся скаутингом и подготовкой игроков в американский футбол в вузах с традиционно цветным контингентом. Среди игроков, привлечённых им в АФЛ, был центральный лайнбекер и будущий член Зала славы профессионального футбола Вилли Ланир. В 1967 году Ланир стал первым чернокожим центральным лайнбекером в стартовом составе профессиональной футбольной команды, а через два года «Чифс», также впервые в истории, выиграли чемпионат АФЛ со стартовым составом, больше чем наполовину состоявшим из негров.
Хант продолжал контролировать «Канзас-Сити Чифс» больше сорока лет, до самой смерти, хотя предпочитал, чтобы его называли не владельцем, а основателем этого клуба.

### Профессиональный теннис
В 1967 году, когда мировой теннис был всё ещё жёстко разделён на профессиональный и любительский, Хант присоединился к владельцу клуба «Нью-Орлеан Сэйнтс» Дэвиду Диксону, планировавшему создание нового профессионального теннисного тура, призванного заменить существовавший около двух десятилетий нерегулярный тур Джека Креймера. Хант занялся подбором игроков, в итоге подписав контракт с восемью теннисистами-любителями, ставшими известными как «Красивая восьмёрка». Первыми игроками нового тура стали Джон Ньюкомб, Тони Роч, Деннис Ралстон, Клифф Дрисдейл, Эрл Бухгольц, Никола Пилич, Роджер Тейлор и Пьер Бартез. В дальнейшем к ним присоединились Марти Риссен, Рэй Мур, Том Оккер и Артур Эш.
Однако вскоре после старта тура, получившего название World Championship Tennis, Диксон отказался его спонсировать, поскольку первые турниры с участием его игроков оказались убыточными. Хант остался единственным владельцем новой организации и удержал её от распада. Более того, туру Ханта удалось победить в конкурентной борьбе, а затем поглотить другой профессиональный тур — Национальную теннисную лигу, в которой выступали такие состоявшиеся профессиональные знаменитости, как Род Лейвер, Кен Розуолл, Панчо Гонсалес, Андрес Химено, Рой Эмерсон и Фред Столл.
WCT активно участвовал в процессе интеграции любительского и профессионального тенниса и сыграла важную роль в популяризации этой игры. За первые пять лет его существования была создана сетка турниров, предвосхищающая современные теннисные туры АТР и WTA, включая итоговый турнир года. Финал такого итогового турнира в 1972 году, разыгранный между Родом Лейвером и Кеном Розуоллом, уже смотрели по каналу NBC 40 миллионов зрителей. В целях большей привлекательности для телевидениях в турнирах WCT были введены цветная форма для игроков и укорачивающий время игры тай-брейк. WCT оставался ведущим теннисным туром до начала 1980-х годов, когда его обошёл по популярности тур Гран-при. В 1989 году последние турниры WCT были включены в календарь тура Гран-при, а через год тот был реорганизован, превратившись в существующий до настоящего времени тур АТР.

### Европейский футбол в Северной Америке
После огромного интереса у телезрителей во всём мире (в том числе и в США), который вызвал в 1966 году финал чемпионата мира по футболу в Англии, Ламар Хант сумел оценить потенциал европейского футбола как зрелища. Несмотря на кажущееся равнодушие, а иногда и явно враждебное отношение широкой американской публики к развитию этого вида спорта в США, Хант вскоре вложил средства в профессиональный футбольный турнир, ставший известным как Североамериканская футбольная лига. Среди клубов лиги был и принадлежавший Ханту «Даллас Торнадо», ставший одним из первых профессиональных футбольных клубов в США. Основу состава «Торнадо» составляли привезенные из Европы игроки, некоторые из которых (в частности, Бобби Моффат и выходец из «Блэкберн Роверс» Кенни Купер) затем продолжили сотрудничество с клубом уже как тренеры. Американские игроки, выросшие в «Торнадо», в дальнейшем работали с клубом Major Indoor Soccer League «Даллас Сайдкикс». После основания Североамериканской футбольной лиги НФЛ попыталась принять внутреннее правило, запрещающее владельцам клубов НФЛ одновременно владеть командами в других профессиональных лигах, что в частности не позволило бы Ханту оставаться владельцем одновременно «Чифс» и «Торнадо». Вопрос долгое время решался в суде, и в итоге СФЛ выиграла дело, что в дальнейшем позволило Ханту и другим инвесторам вкладывать деньги в новые лиги. В 1971 году «Даллас Торнадо» стал чемпионом Североамериканской футбольной лиги. Клуб был расформирован в 1981 году, когда финансовый крах СФЛ стал очевидным.
Североамериканская футбольная лига процветала несколько лет, но из-за завышенной оценки её потенциала со стороны владельцев команд и явного дисбаланса сил, который создавал её ведущий клуб, «Нью-Йорк Космос», в конечном итоге обанкротилась. После её распада Хант сыграл ключевую роль в успехе кампании США за право принять чемпионат мира 1994 года, два года проработав на добровольных началах сопредседателем организационного комитета в Далласе — одном из городов, принявших этот турнир. Он также был одним из инициаторов создания в 1996 году новой профессиональной футбольной лиги высшего уровня — Major League Soccer. Семья Хант способствовала созданию уникальной структуры, в которой владельцы клубов являются также акционерами лиги в целом. В первоначальном составе MLS в собственности Хантов находились два клуба — «Коламбус Крю» и «Канзас-Сити Уизардс», и уже в 1999 году в Коламбусе открылся «Крю Стэдиум» — первый в США современный стадион, специализированный для проведения игр по европейскому футболу. В 2005 году усилиями Ханта в его родном городе был открыт футбольный стадион «Пицца-Хат-Парк», ставший домашней площадкой для ещё одного клуба MLS — «Далласа». Этот клуб, ранее носивший название «Даллас Бёрн», стал третьим клубом MLS в собственности семьи Хант, сохранившей контроль над ним и «Коламбус Крю» и после смерти Ламара Ханта («Уизардс» были проданы инвестиционной компании OnGoal, LLC в августе 2006 года).

### Прочая деятельность
Спортивные инвестиции Ламара Ханта не ограничивались американским и европейским футболом и теннисом. Он входил в число инвесторов, создавших клуб НБА «Чикаго Буллз», в дальнейшем шесть раз становившийся чемпионом этой лиги. Он сохранил свою долю акций «Буллз» до самой смерти.
В бейсболе Хант несколько лет владел командой младшей бейсбольной лиги Даллас-Форт-Уэрт Сперс и в 1964 году сделал попытку приобрести для Далласа место в Главной лиге бейсбола (MLB). Эта попытка не увенчалась успехом, и команда MLB появилась в Техасе только через 8 лет, когда в Арлингтон переехал клуб из Вашингтона, получивший на новом месте название «Техас Рейнджерс».
В других областях развлекательной индустрии Ламар Хант отметился строительством в Канзас-Сити двух тематических парков развлечений — Worlds of Fun и Oceans of Fun. В 1969 году он предложил выкупить у правительства США остров Алькатрас в заливе Сан-Франциско с тем, чтобы превратить расположенную на нём федеральную тюрьму в туристическую достопримечательность и торговый центр. Это предложение, однако, было отклонено из-за протестов местного населения.
В Канзас-Сити рядом со стадионом «Эрроухед» Хант построил крупнейший в мире подземный деловой комплекс, обладающий полностью контролируемым микроклиматом и получивший название «Субтрополис». На территории этого комплекса разместилось свыше 50 местных, национальных и международных фирм. В 1979 и 1980 годах Ламар Хант, сохранявший долю в семейном нефтяном бизнесе, вместе с двумя братьями, Уильямом Гербертом и Нельсоном Банкером, попытался путём спекулятивных сделок установить контроль над мировым рынком серебра. Эти операции привели к панике на рынке и обвалу цен на серебро, и позже, в 1988 году, федеральный суд США обязал братьев Хант оплатить убытки в размере 133 миллионов долларов перуанской правительственной горнодобывающей компании Minpeco S.A.
Ламар Хант, страдавший в последние годы жизни от рака предстательной железы, умер в декабре 2006 года в далласской больнице. Пост президента «Канзас-Сити Чифс» унаследовал его сын Кларк; Ламара Ханта пережили также вторая жена Норма, ещё трое детей и 12 внуков.

## Признание заслуг
Достижения Ламара Ханта как спортивного антрепренёра были отмечены включением его имени в списки следующих залов славы:
- 1972 — Зал славы профессионального футбола[англ.]; Хант стал первым деятелем АФЛ, включённым в списки этого зала славы
- 1977 — Зал славы техасского бизнеса
- 1982 — Национальный зал футбольной славы США[англ.]
- 1984 — Техасский зал спортивной славы
- 1993 — Международный зал теннисной славы
- 1995 — Зал спортивной славы Миссури
- 2004 — Зал славы бизнеса Канзас-Сити

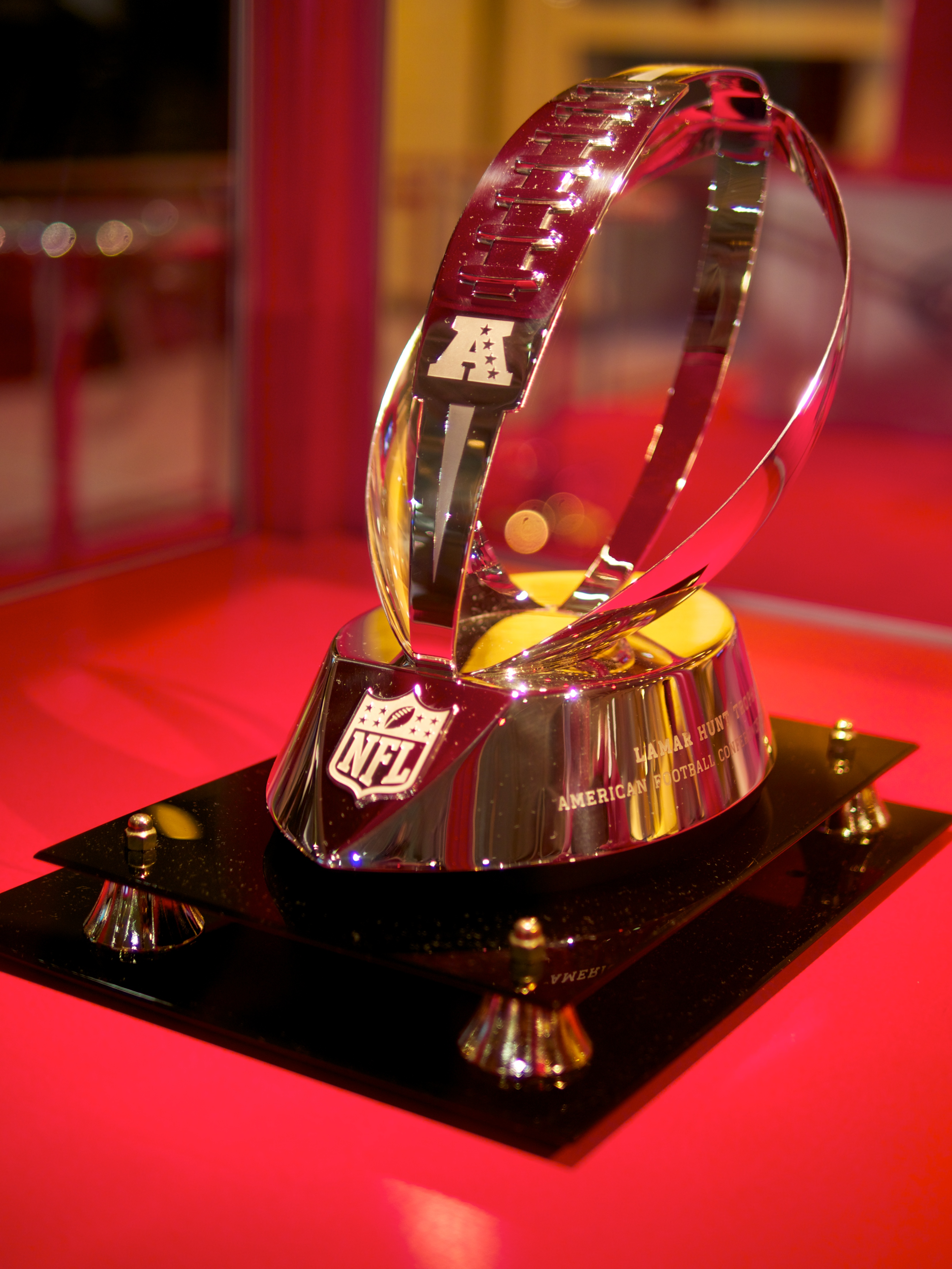
Ламар Хант Трофи

Хант был вторым деятелем, награждённым медалью Почёта Зала славы Федерации футбола США, после бывшего председателя федерации Алана Ротенберга. В 2005 году он стал лауреатом премии Футбольного фонда США за достижения карьеры.
С 1999 года имя Ламара Ханта носит Открытый кубок США по футболу. В его честь также назван ежегодный приз, вручаемый команде-победительнице Американской конференции НФЛ — Ламар Хант Трофи. В 1999 году издание Soccer America включило Ханта в свой список 25 наиболее влиятельных людей в футболе, а в появившемся в том же году списке ста самых влиятельных спортивных деятелей журнала Sporting News он занял 17-е место.